# Евелін Ешфорд
Евелін Ешфорд  (англ. Evelyn Ashford, 15 квітня 1957) — американська легкоатлетка, олімпійська чемпіонка.

## Виступи на Олімпіадах
| Олімпіада         | Дисципліна              | Місце     |
| ----------------- | ----------------------- | --------- |
| Монреаль 1976     | біг на 100 метрів       | 5         |
| Монреаль 1976     | естафета 4 x 100 метрів | 7         |
| Лос-Анджелес 1984 | біг на 100 метрів       | 1         |
| Лос-Анджелес 1984 | естафета 4 x 100 метрів | 1         |
| Сеул 1988         | біг на 100 метрів       | 2         |
| Сеул 1988         | естафета 4 x 100 метрів | 1         |
| Барселона 1992    | біг на 100 метрів       | 5 h2 r3/4 |
| Барселона 1992    | естафета 4 x 100 метрів | 1         |

## Зовнішні посилання
- Досьє на sport.references.com [Архівовано 29 грудня 2008 у Wayback Machine.]